# Landtag des Freistaates Sachsen-Altenburg
Der Landtag des Freistaates Sachsen-Altenburg war ein historisches Parlament und war von 1919 bis 1920 die Legislative des Freistaates Sachsen-Altenburg in der Weimarer Republik.

## Rechtsgrundlage und Aufbau
Der Landtag erließ am 26. April 1919 ein Gesetz zur vorläufigen Regelung der Verfassung. Diese Verfassung sollte jedoch keine Bedeutung erlangen, da der Landtag bereits am 6. Juni des Jahres dem Gemeinschaftsvertrag mit 27 gegen 8 Stimmen zustimmte und damit zur Bildung des Landes Thüringen am 1. Mai 1920 beitrug.
Aufgrund Reichsgesetz wurde der Freistaat Sachsen-Altenburg aufgelöst und Teil des neu entstandenen Landes Thüringen. Der Thüringer Landtag wurde damit Nachfolger des Landtags des Freistaates Sachsen-Altenburg.
Der Landtag hatte 40 Mitglieder. 

## Landtagswahlen

### Wahl zur verfassunggebenden Nationalversammlung
Am 19. Januar 1919 wurde die verfassunggebenden Nationalversammlung gewählt.
| Wahl zur verfassunggebenden Nationalversammlung 1919 | Wahl zur verfassunggebenden Nationalversammlung 1919 | Wahl zur verfassunggebenden Nationalversammlung 1919 | Wahl zur verfassunggebenden Nationalversammlung 1919 |
| Partei                                               | Stimmanteil in %                                     | Sitze                                                |                                                      |
| ---------------------------------------------------- | ---------------------------------------------------- | ---------------------------------------------------- | ---------------------------------------------------- |
| SPD                                                  | 55,96 %                                              |                                                      |                                                      |
| DDP                                                  | 24,26 %                                              |                                                      |                                                      |
| DNVP                                                 | 16,97 %                                              |                                                      |                                                      |
| USPD                                                 | 2,54 %                                               |                                                      |                                                      |

An 100 % fehlende Stimmen = nicht im Landtag vertreten
- Liste der Mitglieder der verfassunggebenden Nationalversammlung (Freistaat Sachsen-Altenburg)

### Wahl zum ersten Landtag
Am 26. Januar 1919 fand die Wahl zum ersten Landtag statt.
| Wahl zum 1. Landtag 1919 | Wahl zum 1. Landtag 1919 | Wahl zum 1. Landtag 1919 | Wahl zum 1. Landtag 1919 |
| Partei                   | Stimmanteil in %         | Sitze                    |                          |
| ------------------------ | ------------------------ | ------------------------ | ------------------------ |
| SPD                      | 58,55 %                  | 24 Sitze                 |                          |
| DDP                      | 24,64 %                  | 10 Sitze                 |                          |
| DNVP                     | 16,82 %                  | 6 Sitze                  |                          |

An 100 % fehlende Stimmen = nicht im Landtag vertreten
- Liste der Mitglieder des Landtags (Freistaat Sachsen-Altenburg)